# كيني أيرونز
كيني أيرونز (بالإنجليزية: Kenny Irons)‏ هو لاعب كرة قدم أمريكية أمريكي، ولد في 15 سبتمبر 1983 في كامدن في الولايات المتحدة.